# 서룡초등학교
서룡초등학교는 대한민국 경기도 용인시 처인구에 있는 공립 초등학교이다.

## 학교 연혁
- 1981. 05. 07 서룡국민학교 설립 계획 승인
- 1982. 10. 04 용인초등학교에서 분리 개교 19학급 (956명)
- 1984. 02. 10 제1회 졸업식 (159명 졸업)
- 1999. 10. 08 역북초등학교 개교 분리 (269명 전출)
- 2000. 11. 01 경기도교육청 지정 인성자율시범학교 운영 보고회
- 2004. 03. 01 삼가초등학교 개교 분리(139명 전출)
- 2005. 10. 01 학교 푸른숲 가꾸기 우수학교 선정(경기도지사)
- 2005. 12. 18 전국 100대교육과정 최우수교 선정(교육부총리)
- 2006. 03. 01 경기도교육청 지정 교과특성화 학교, 방과후 보육 프로그램 운영
- 2007. 03. 01 경기도 지정 “비즈쿨 시범학교”운영
- 2007. 04. 25 English Village 개관
- 2007. 11. 30명품인증교 “글로벌 명품 CEO를 꿈꾼다.”
- 2007. 11. 30 혁신 마일리지 평가 우수기관 선정
- 2008. 12. 31 체육지도 우수학교 선정
- 2009. 03. 01 교원평가 선도학교 선정
- 2022. 12. 31 학생운동부운영우수학교 표창
- 2025. 01. 14 제42회 졸업식(93명 졸업)
- 2025. 03. 01 제14대 김준태 교장선생님 부임
- 2025. 03. 01 초등 25학급, 특수 2학급, 유치원 2학급 편성

## 학교 동문
BTOB 서은광